# 1959年10月2日日食
1959年10月2日日食是一次日全食，發生於1959年10月2日。新月當天（即朔日），地球上觀測到月球和太阳的角距離極小，此時月球如果恰好在月球交點附近，穿過太阳和地球之間，與地球、太阳接近一直線，則會出現日食。月球本影接觸地表而使該區域完全得不到陽光，就會形成日全食，同時在本影兩側數千公里的半影範圍內遮擋部分陽光，形成日偏食。此次日全食經過了美国、加那利群岛、摩洛哥、西屬撒哈拉、法屬毛里塔尼亞、马里联邦、法屬尼日、英屬奈及利亞、英屬喀麥隆、法屬喀麥隆、法屬查德、法屬中非、蘇丹、衣索比亞、索馬利蘭託管地，日偏食則覆蓋了欧洲大部、非洲大部及周邊部分地區。

## 日食概況

### 出現區域
美国麻薩諸塞州北部地區在日出時最先看到日全食，隨後月球本影向東偏南跨過北大西洋，覆蓋了西班牙本土以南、地處非洲外海的領土加那利群岛的部分島嶼後登上非洲大陸，在马里联邦（今屬马里共和国的部分）通布圖區東北部達到最大食分。此後本影繼續貫穿非洲，逐漸轉為向東，最終在日落時分結束於索科特拉島東南約600公里的阿拉伯海海域。其中，環食帶覆蓋了西屬撒哈拉首府阿尤恩和法屬查德首府拉密堡（今乍得首都恩賈梅納）。
本影經過的陸地依次包括：
- 美国：麻薩諸塞州東北部和新罕布什尔州南端；
- 加那利群岛：特内里费岛東北部、大加那利島中北部、富埃特文圖拉島南半部；
- 摩洛哥：阿尤恩-布支杜爾-薩基亞-阿姆拉大區摩洛哥部分的極西南角；
- 西屬撒哈拉：自西北向東南斜貫今西撒哈拉阿尤恩-布支杜爾-薩基亞-阿姆拉大區北部和蓋勒敏-塞馬拉大區西南部；
- 法屬茅利塔尼亞（英语：Colonial Mauritania）：自西北向東南斜貫今毛里塔尼亚提里斯-宰穆爾省北部後經過阿德拉爾省東北部和東胡德省極北端；
- 聯邦：自西北向東南斜貫今马里共和国通布圖區北部、基達爾區中部偏南、加奧區東北部；
- 法屬尼日：自西北向東南斜貫今尼日尔塔瓦大區北部，經過阿加德茲大區南部和馬拉迪大區北部，斜貫津德爾大區中部偏南，經過迪法大區西南部；
- 尼日利亚殖民地：經過今奈及利亞約貝州東北部後自西北向東南斜貫博爾諾州北部；
- 英屬喀麥隆：自西向東貫穿該地區北端（今奈及利亞博爾諾州東北部）；
- 法屬喀麥隆：自西向東貫穿今喀麦隆極北區北部；
- 法屬查德（法语：Territoire du Tchad）：經過今乍得哈傑爾-拉密區西南部和東南部，自西向東貫穿沙里-巴吉爾米區中部偏北和蓋拉區中部偏南，經過中沙里區東北部，貫穿薩拉馬特區；
- 法屬中非：自西向東貫穿今中非共和國瓦卡加省北部並經過巴明吉-班戈蘭省東北角和上科托省北端；
- 苏丹：擦過今仍屬蘇丹的南达尔富尔州西南角，自西向東貫穿今南蘇丹的西加扎勒河州北部、北加扎勒河州、瓦拉卜州中部偏北、團結州中部偏南，擦過湖泊州北部的極東北角，貫穿瓊萊州北部，經過上尼羅州南端；
- 衣索比亞：自西向東橫貫甘貝拉州、南方州北部、奧羅米亞州、索馬利亞州；
- 索馬利蘭託管地（英语：Trust Territory of Somaliland）：自西向東橫貫今索马里穆杜格州北部後擦過努加爾州極南端。[3][4]

除了狹窄的全食帶內能看見日全食之外，月球半影覆蓋範圍內都能看到日偏食，包括加拿大東部、圣皮埃尔和密克隆、格陵兰、美国東部、百慕大、加勒比地區除古巴西部外的大部、南美洲北部沿海、欧洲除北歐東北角和苏联欧洲部分東北半部外的大部、非洲除南部外的大部、西亚、巴基斯坦中西部、印度西端、阿富汗除東端外的絕大部分、中亚中西部。

### 基本參數
- 類型：日全食
- 食甚中心處（位於马里联邦通布圖區東北部）資料：
  - 時間：1959年10月2日12:26:27.1
  - 地點：20°25.5′N 1°25.9′W / 20.4250°N 1.4317°W
  - 食分：1.0325（全食帶內最大）
  - 日全食持續時間：3分1.7秒

## 觀測
美国新英格蘭地區的最大城市波士顿的日全食出現在日出後不久。由於下雨，當地未能看到日全食，但全食階段結束後天空變亮極為顯著。有攝影師從雲層上的飛機中拍攝到了日食，還在纽约上空進行了多重曝光。巧合的是，波士顿的下一次日全食發生在2079年5月1日，仍然是在當地的日出後不久。荷兰烏特勒支大學和阿姆斯特丹大學的觀測隊則到加那利群岛中的富埃特文圖拉島做了觀測。而對物理學感興趣的法国經濟學家莫里斯·阿萊則在觀測1954年和本次日全食時發現重力發生了波動，這一現象後來被稱為阿萊效應。

## 相關的日食

### 1957-1960年的日食
月球交替位於相對的月球交點時，以半個交點年（食年），即約177天又4小時間隔出現下列日食。
| 降交點   | 降交點                   |          | 升交點                   | 升交點 |
| 沙羅週期 | 地圖                     | 沙羅週期 | 地圖                     |        |
| 118      | 1957年4月30日 環食       | 123      | 1957年10月23日 全食      |        |
| 128      | 1958年4月19日 環食       | 133      | 1958年10月12日 全食      |        |
| 138      | 1959年4月8日 環食        | 143      | 1959年10月2日 全食       |        |
| 148      | 1960年3月27日 偏食（南） | 153      | 1960年9月20日 偏食（北） |        |

### 沙羅周期
沙羅週期長度為18年11天。本次日食屬於沙羅週期143，共包含72次日食，依次為1617年3月7日至1779年6月14日的10次日偏食、1797年6月24日至1995年10月24日的12次日全食、2013年11月3日至2067年12月6日的4次全環食（亦稱混合食）、2085年12月16日至2536年9月16日的26次日環食、2554年9月28日至2873年4月23日的20次日偏食，總共歷時1280.14年。其中最長的全食發生於1887年8月19日，共持續了3分50秒。
下表列舉了1901年至2100年間發生的屬於該周期的日食，是第17至28次：
| 17            | 18             | 19             |
| ------------- | -------------- | -------------- |
| 1905年8月30日 | 1923年9月10日  | 1941年9月21日  |
| 20            | 21             | 22             |
| 1959年10月2日 | 1977年10月12日 | 1995年10月24日 |
| 23            | 24             | 25             |
| 2013年11月3日 | 2031年11月14日 | 2049年11月25日 |
| 26            | 27             |                |
| 2067年12月6日 | 2085年12月16日 |                |

## 資料來源
1. ↑  樊忠玉. . 中国天文科普网.   [2016-04-07]. （原始内容存档于2014-09-17）.
2. 1 2  Fred Espenak. . NASA Eclipse Web Site.   [2016-04-07]. （原始内容存档于2016-03-04）.（英文）
3. ↑  Fred Espenak. . NASA Eclipse Web Site.   [2016-04-07]. （原始内容存档于2016-03-04）.（英文）
4. ↑  Xavier M. Jubier. .   [2016-04-07]. （原始内容存档于2017-03-05）.（法文）（英文）
5. ↑  Fred Espenak. . NASA Eclipse Web Site.   [2016-04-07]. （原始内容存档于2008-08-29）.（英文）
6. ↑  Margaret W. Mayall. . Journal of the Royal Astronomical Society of Canada: 43–48.   [2016-04-08]. （原始内容存档于2018-03-06）.（英文）
7. ↑  Sky and Telescope 19: 4. （英文）
8. ↑  Joe Rao. . Space.com. 2005-04-08  [2016-04-08]. （原始内容存档于2010-08-08）.（英文）
9. ↑  .   [2016-04-08]. （原始内容存档于2016-04-24）.（荷兰文）
10. ↑  Houtgast, J. . Proceedings of the Royal Netherlands Academy of Arts and Sciences. 1960, 63 (5): 611.（英文）
11. ↑  Allais, Maurice. . Aero/Space Engineering. 1959, 9: 46–55.（英文）
12. ↑  Fred Espenak. . NASA Eclipse Web Site.（英文）

## 外部連結
- NASA日食專頁（页面存档备份，存于）（英文）
- 可見區域圖和時間統計：由弗雷德·埃斯佩纳克做出的日食預報，NASA/GSFC
  - Google互動地圖呈現的日食範圍
  - 貝塞爾元素
- Google地圖顯示的日全食和日偏食範圍（页面存档备份，存于）（法文）（英文）

| \| \| 日食 \|                            |                              |                                           |
| 上一次日食： 1959年4月8日日食 （日環食） | 1959年10月2日日食 （日全食） | 下一次日食： 1960年3月27日日食 （日偏食） |
| 上一次日全食： 1958年10月12日日食        | 1959年10月2日日食 （日全食） | 下一次日全食： 1961年2月15日日食          |
|                                          | 日食                         |                                           |